# Evrei irakieni

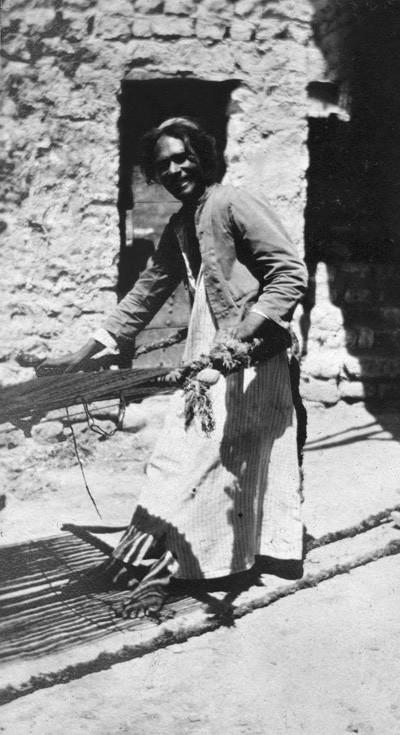
Țesător evreu la Ramadi în anul 1918

Evreii irakieni sau evreii babilonieni (în ebraică:יהדות עיראק  sau יהדות בבל Yahadut Bavèl „Iudaismul babilonian” sau יהודים בבלים Yehudim bavlim, în arabă :يهود العراق‎  Yahūd al-ʿIrāq يهود البابل-Yahud al-Babil ) este colectivitatea evreilor din regiunea Mesopotamiei, mai ales din teritoriul Irakului din zilele noastre.
Începuturile ei au fost în secolul al VI-lea î.Hr., dupa cucerirea Ierusalimului și dărâmarea Primului Templu din Ierusalim de către babilonienii conduși de regele caldeu Nabucodonosor al II-lea, când o parte din populația Ierusalimului și a regatului Iudeei a fost deportată în Babilon. Spre deosebire de deportarea din secolul al VIII-lea în.Hr. de către Asiria (aprox.722 î.Hr) a unei părți din locuitorii regatului Israel, unde religia iudaică conviețuia cu culte politeiste și unde, se pare, cei deportați s-au asimilat mai lesne în populația asiriană, iudeii surghiuniți și-au păstrat în Babilon identitatea religioasă-etnică. Comunitatea evreiască din Babilon a devenit în consecință cea mai străveche comunitate din Diaspora evreiască.
Ea a fost și prima obște evreiască care s-a organizat ca atare, cu o existență autonomă și intensă într-un ținut străin, și a devenit la vremea ei cel mai mare și mai important centru evreiesc din întreaga Diasporă a acestui popor.   
Din acest motiv, comunitatea din Babilon era denumită în vremuri vechi, de către evrei, pur si simplu Diaspora, în ebraică „Golá” (גולה), iar conducătorii ei se numeau, în limba arameică „Resh Galuta” (Conducător al Exilului, adică al evreilor din exil) (în ebraică Rosh Hagolá).
Evreilor din Babilonia li se datorează compilarea Talmudului babilonian. Sub stăpânirea persană  - a parților și a Sasanizilor -comunitatea evreiască din Babilonia a fost centrul principal al gândirii și teologiei iudaice. Persecuțiile din timpul dominației islamice a califilor arabi și invazia mongolilor au dus la declinul poziției iudaismului babilonian în Diaspora evreiască. Sub Imperiul Otoman a avut loc un anumit reviriment, mai ales în a doua jumătate a secolului al XIX-lea când s-au creat în Irak primele școli moderne.
În secolul al XX-lea evreii din Irak au jucat un rol de seamă la începuturile independenței acestui stat, în toate domeniile vieții civile,.mai ales economie și cultură. În anii 1940 Irakul a cunoscut o mișcare naționalistă antibritanică care a îmbrăcat și un colorit pro-hitlerist și antievreiesc. Aceasta a fost responsabilă de pogromul din 1-2 iunie 1941 la Bagdad, și care a fost cunoscut sub numele de Farhud. În anul 1948-1949 Irakul a participat de partea arabă la conflictul armat contra statului Israel, stat reînființat de evrei în Palestina istorică. În aceste împrejurări a avut loc o creștere fără precedent a dușmăniei regimurilor arabe irakiene împotriva vechii comunități evreiești din Irak. În anii 1950-1952, în aceste împrejurări, între 
120 000-130 000 din evreii din Irak (circa 75%) au fost transportați de aviația israeliană în Statul Israel prin Operațiunea Ezra și Nehemia. Ei și-au lăsat toate bunurile și casele în urma lor. 
Evreii babilonieni au vorbit sute de ani limba arameică, care a fost înlocuită ulterior de dialectul irakian al limbii arabe, inclusiv un grai irakian specific evreilor. În statul Israel au trecut la vorbirea limbii ebraice moderne.
Uneori sunt denumiți evrei irakieni și evreii din Kurdistanul irakian, care au fost și ei în trecut locuitori ai Irakului, dar aceștia nu fac parte din evreii babilonieni și istoria, cultura și identitatea lor este distinctă.  

## Exilul babilonian
Sub domnia lui Nabucodonosor al II-lea Imperiul babilonian a cucerit regatul Iudeea (Iuda), iar in anul 586 î.Hr. cuceritorii au distrus Templul evreiesc din Ierusalim, cunoscut ca cel Dintâi Templu. În aceste împrejurări mulți iudei au fost transferați cu forța în Țara Babilonului, ceea ce este cunoscut in istorie ca „Exilul babilonian”. În timpul exilului în Babilon și-au putut păstra religia și obiceiurile. După câteva decenii, prin 539 î.Hr regele persan Cirus cel Mare, care a cucerit Regatul babilonian, le-ar fi permis evreilor exilați printr-un edict (decret a cărui existență este pusă la îndoială de istorici), să se întoarcă în Iudeea, eveniment cunoscut ca „Întoarcerea în Sion” (Shivat Tzion). Totuși, din motive economice, numeroși evrei au hotărât să rămână în Babilon, și numai o mică parte din exilați au revenit în Iudeea sau Țara Israelului care era în acea vreme o provincie persană. Limba oficială a Imperiului babilonian, și apoi a Imperiului persan Ahemenid a fost limba arameică, limbă semitică, foarte apropiată de ebraică.
Din acea vreme și limba vorbită a evreilor din Babilon, dar și în Iudeea a devenit arameica, ebraica păstrându-și statutul de limbă principală a cultului religios. În anii următori au mai revenit în Țara Israelului și alte valuri de evrei din Babilon, sub conducerea lui Zerubavel, și a lui Ezra și Neemia.

## Perioada Imperiilor persane ale Parților și Sasanizilor.Talmudul
În epoca celui de-al Doilea Templu, sub Ahemenizi și apoi sub dominația scurtă a lui Alexandru cel Mare și apoi dominația parților (238 Î.Hr. – 226), comunitatea evreiască din Babilonia a cunoscut o perioadă de prosperitate, departe de evenimentele furtunoase care au lovit Iudeea, ca de pildă războaiele Diadohilor , cucerirea lagidă, seleucidă, războaiele Macabeilor și cucerirea romană.
Distrugerea în anul 70 d.Hr a celui de-al Doilea Templu de către romani a făcut să crească valul de refugiați evrei din Iudeea în Babilonia. Regii parți au conferit obștii evreiești un grad de autonomie internă în domeniul religios, cultural și social. La începutul secolului I d.Hr. evreii din orașul Nehardea s-au bucurat și de autonomie politică. Sub stăpânirea partă, și apoi cea a Sasanizilor, activitatea centrelor de învățământ iudaic din Babilonia a cunoscut o epocă de înflorire. Învățații evrei de acolo -numiți „amoraim” -  s-au trudit, între veacul al III-lea și al V-lea, la redactarea uneia din creațiile centrale ale civilizației evreilor, și carte de căpătâi a iudaismului - Talmudul babilonian, care a însumat polemicile și dezbaterile asupra legii - halaha, precum  și  tradițiile de legende și povestiri - agada. Aceasta muncă de transcriere și redactare s-a desfășurat în marile școli - ieșive din orașele mesopotamiene cunoscute în arameică ca Sura, Pumbedita, Nehardea. Conducătorii obștei evreiești babiloniene se numeau în această epocă Resh Galuta, adică conducători ai Exilului sau ai Diasporei.         
Regii sasanizii au ferit pe evreii din imperiul lor de pericolul Imperiului Bizantin devenit creștin, și a cărui politică era, din motive religioase, profund ostilă evreilor, precum și de amenințarea arabo-islamică. Mesopotamia sub Sasanizi a continuat să servească drept tărâm de refugiu ospitalier pentru numeroși evrei refugiați din Țara Israelului (Palestina), unde erau prigoniți de către bizantini. În anul 363 împăratul Bizanțului a ordonat închiderea Sanhedrinului.    
După finalizarea Talmudului, teologia și filozofia iudaică au continuat să înflorească în Mesopotamia sub conducerea unor erudiți numiți savoraim și apoi gheonim, care au creat și perfecționat o literatură juridică cunoscută sub numele de „Response rabinice” (Shot = prescurtare însemnând „chestiuni și răspunsuri” - „sheelot uteshuvot”)

## Evul mediu

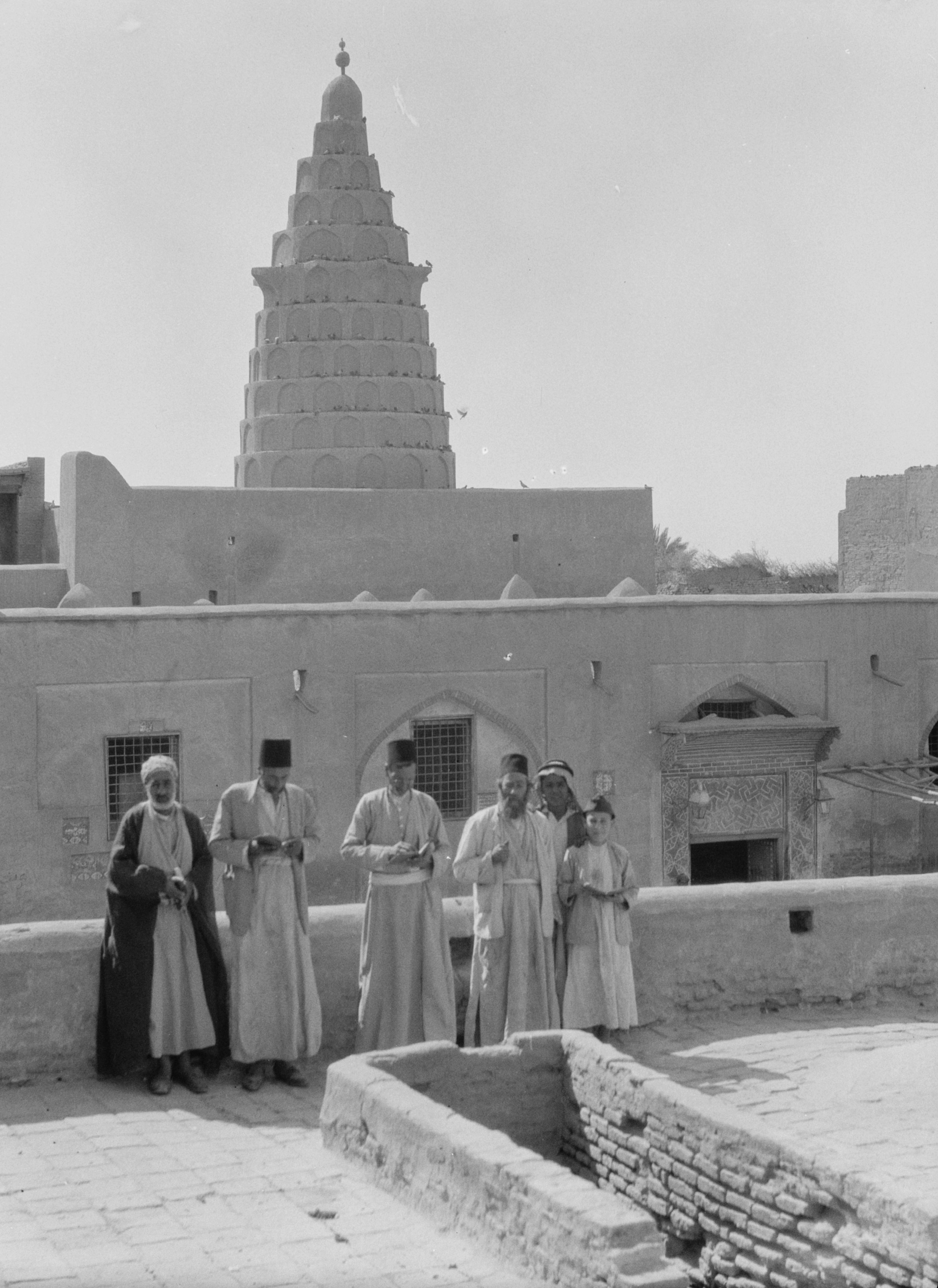
Evrei religioși la Mormântul prorocului Ezechiel (Yehezkel) la Kifel în anul 1932

În secolul al VII-lea teritoriul Mesopotamiei a fost cucerit de către arabi. Și sub stăpânirea musulmană arabă a fost reluată la un moment dat activitatea academiilor religioase - ieșive - de la Sura si Pumbedita, iar conducătorii lor, gheonim, au atras învățăcei evrei de pe tot cuprinsul lumii islamice. Dominația arabă islamică, la început unitară, întinsă pe un teritoriu foarte mare, a ușurat un timp legăturile dintre comunități evreiești aflate la mare distanță una de cealaltă în Asia Anterioara și nordul Africii. Secolul al VIII-lea a cunoscut o schismă în cadrul iudaismului, atunci când Anan Ben David Hanassi, a fondat la Bagdad iudaismul carait (karait) opus celui oficial rabinic. Caraiții au respins Talmudul - așa numita Tora orală -, și prin aceasta, s-au separat de majoritatea comunităților evreiești care au adoptat iudaismul rabinic.
Din când în când autoritatea în comunitățile evreiești a trecut din mâinile conducătorului mirean, Resh Galuta, în cele ale conducerii religioase - gheonim.
Sub califii arabi situația comunităților evreiești a depins de bunăvoința suveranilor, o bună parte din timp bucurându-se de protecția acestora și de un grad de siguranță. În alte cazuri au suportat persecuții, ca de pildă în vremea califului Omar al II-lea (începutul secolului al VIII-lea), care a interzis evreilor să se îmbrace în haine alese sau să trăiască „în huzur”. Califul Al Mutakil I din secolul al IX-lea  i-a silit pe evrei sa poarte un semn distinctiv de culoare galbenă. Califul abbasid Al-Mamun i-a calificat pe evrei „cea mai rea dintre națiuni” și a poruncit dărâmarea sinagogilor din Bagdad. De asemenea a procedat la expulzări de evrei din oraș.
În anii 1045-1046 au izbucnit la Bagdad răfuieli violente între musulmanii șiiți și cei suniți, dar până la urmă gloate din ambele tabere porneau să jefuiască casele evreilor și distrugeau sinagogi și case de rugăciuni antice ale cultului iudaic din oraș. În anul 1121 califul Al Mustarshad a scos un edict prin care i-a obligat pe evrei să poarte pe îmbrăcăminte două petice galbene, de asemena un lănțug în jurul gâtului pe care scria „dhimmi”, precum și alte semne distinctive umilitoare. După mărturii din Gheniza din Cairo, edictul a fost pus în aplicare cu mijloace violente de către bărbați și femei musulmani precum și de cete de tineri care îi băteau pe evrei în stradă. În alte timpuri, mase de oameni ieșeau în procesiuni cerând califilor să ia măsuri coercitive împotriva „necredincioșilor”, iar califii se conformau adesea acestor cereri.

## Perioada otomană
După mai multe schimbări alternative ale frontierelor, Mesopotamia, inclusiv Irakul, au ajuns sub dominația turcilor otomani. În anul 1534 sultanul Soliman Magnificul a cucerit Tabrizul (orașul principal din Azerbaidjan) și Bagdadul din mâinile Persiei, ceea ce a dus la o ameliorare în viața evreilor locali. Recucerirea temporară a Irakului de către persanii safevizi în anul 1623 (Războiul Otomano-Safavid 1623-1639) a dus la înrăutațirea condiției evreilor, ceea ce a făcut ca în 1638, când turcii au recucerit regiunea, numeroși evrei să se alăture efortului de război otoman. Ziua recuceririi Irakului de către turci a fost proclamată de ei sărbătoare, o „zi a miracolului” (Yom Nes).
În anul 1743 o epidemie de ciumă a lovit Bagdadul, inclusiv populația evreiască a orașului. Au căzut pradă molimei și rabinii comunității. Supraviețuitorii s-au adresat evreilor din Alep cerându-le să le trimeată un nou șef rabin. Funcția a fost atunci preluată de rabinul Sadka Bekhor Hussein din Alep și venirea lui a avut drept consecință o și mai mare integrare a iudaismului irakian la ritul religios sefard (al evreilor spanioli).
În fruntea comunităților evreiești mai importante stătea un Haham bași. La Bagdad, însă, conducerea comunității era constituită dintr-un consiliu civil de 60 de enoriași, însărcinat cu încasarea cotizațiilor și taxelor, precum și un consiliu religios în frunte cu șef rabinul, care se ocupa de starea civilă - căsătorii, divorțuri și moșteniri. În afara claselor de școli tradiționale religioase de tip „heder”, mulți dintre copii erau, de acum, trimiși la școlile „Alliance”,create de Alianța Israelită Universală (Kol Israel Haverim), cu sediul în Franța, care confereau acestora atât o educație evreiască cât și una generală. 
Cu timpul, controlul centralizat otoman al regiunii a slăbit și situația evreilor irakieni s-a înrăutățit. Totuși numărul lor a continuat să crească.   
Au rămas de pomină în istoria comunității persecuțiile din vremea lui Dawud Pașa, care au făcut ca mai mulți membri de vază ai obștii, precum David Sasson, să aleagă calea exilului în Persia și India. În 1884 numărul evreilor din Bagdad era de 30,000, iar în 1900 - 50,000, adică un sfert din populația orașului.

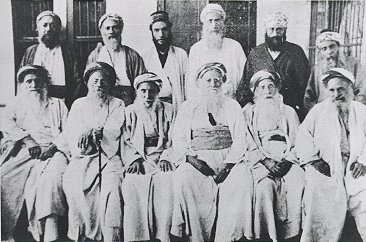
Rabini din Bagdad, în anul 1906.Stând în picioare, al treilea de la stânga - Sasson Kaduri, ulterior șef rabin al evreilor din Irak între anii 1927-1971

S-au distins în rândurile lor conducători comunitari, precum și păstori religioși și cărturari, precum rabinul Yossef Haim ben Eliyahu Mazal Tov cunoscut și sub numele Ben Ish Hay (1834–1909). Majoritatea evreilor irakieni era activă în domeniul comerțului.
Revoluția Junilor Turci a trezit speranțe în rândurile popoarelor din Imperiul Otoman, inclusiv în rândurile evreilor, în perspectiva unor reforme democratice și a emancipării naționale. Evreii au fost recunoscuți și ei ca supuși otomani egali în drepturi și liberi de a-și practica cultul. Câțiva evrei irakieni au fost aleși în Parlamentul Otoman de la Istanbul. În schimb această recunoaștere a statutului evreilor ca etnie-religie, egală cu celelalte minorități nemusulmane a trezit nemulțumiri în rândurile musulmanilor locali și a prilejuit tulburări antievreiești la Bagdad, în care au fost atacați și răniți câteva zeci de evrei.
Ca cetățeni ai Imperiului Otoman, evreii au continuat să mențină legături, mai ales religioase, cu Țara Sfântă, aflată până în 1917 sub aceeași dominație, cea turcă.În anul 1853  evrei irakieni au întemeiat sinagoga Hesed El în Orașul vechi din Ierusalim.

## Statul irakian modern

### Regatul Irakului

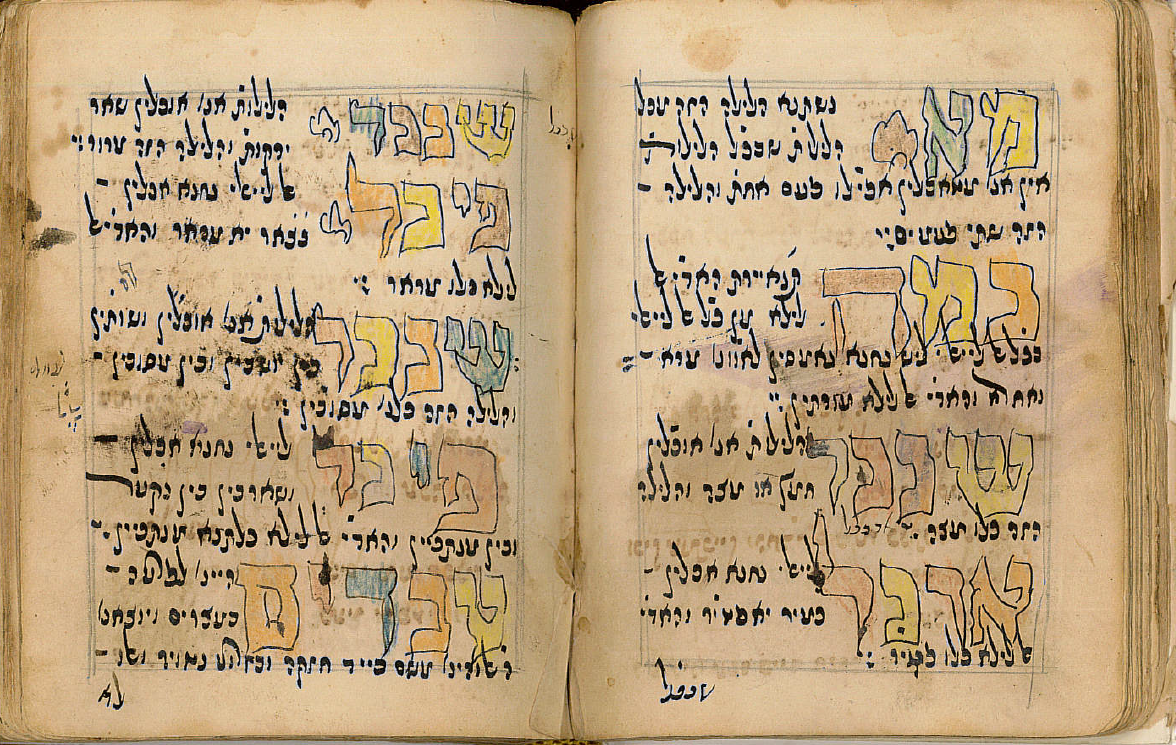
Cartea Haggada a sărbătorii de Pesah, aici ca parte a unei cărți de rugăciuni iudaice redactate de rabinul Ezra Elias din Bagdad, în anii 1920

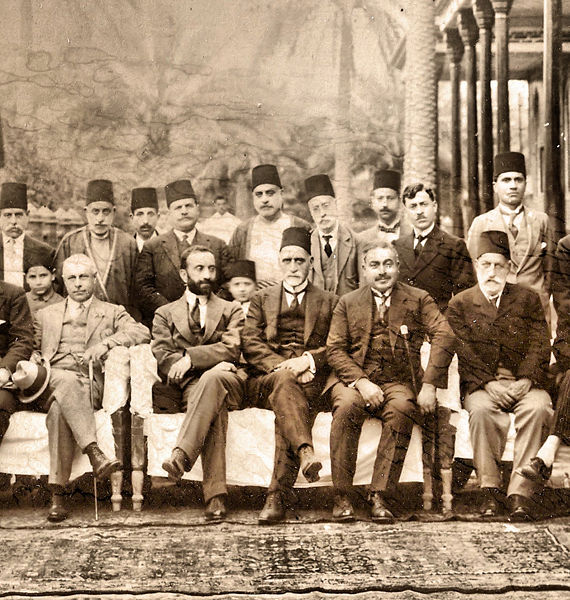
Ministrul Sasson Eskel în centru - cu fes -, la stânga - regele Irakului, Feisal (cu barbetă) - imagine din anii 1920

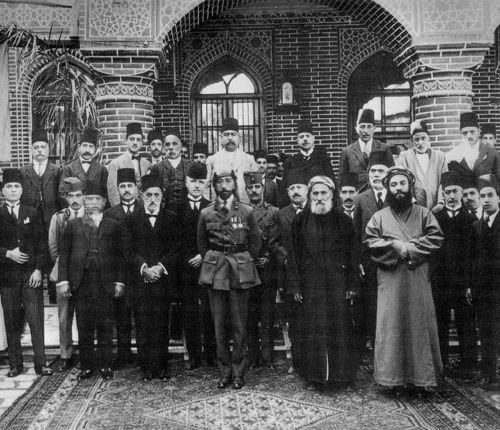
Regele Feisal vizitând comunitatea evreiască din Bagdad în anul 1925. Se pot vedea Șef rabinul Ezra Dangur, rabinul Sasson Kaduri, Rustum Haidar, senatorul și filantropul Menahem Salih Daniel și alți notabili evrei

După dezmembrarea Imperiului Otoman în urma celui primului război mondial din 1920 Irakul a intrat într-un regim de protectorat autonom sub mandat britanic. Statutul juridic al evreilor era în acel timp egal cu cel al musulmanilor. Evreilor li s-a permis să aibă școli proprii și servicii de cult proprii, și în acelaș timp să aibă acces la sistemul de învățământ de stat și la posturi de salariați ai statului. Evrei irakieni au obținut prin concurs conducerea liniilor de import-export ale Companiei Indiilor de Vest, compania regală britanică de navigație, care deservea legăturile dintre portul Basra și Asia de Est. Evrei locali au fost implicați într-o mare parte din comerțul exterior al țării, inclusiv cu Asia de Est. La recensământul din anul 1920 au fost numărați în Irak 87.488 evrei. Evreii și, apoi, și comunitatea creștină asiriană au sperat că mandatul britanic asupra Irakului va fi prelungit, și au adresat Regatului Unit petiții în acest sens. În anul 1921, însă, Irakul a devenit monarhie autonomă, sub conducerea regelui hașemit Faisal I, provenit din Hejaz.
În 1932 Regatul irakian a obținut independența de jure. Evreii au jucat la începuturile regatului irakian modern un rol de seamă în viața politică, și mai ales cea economică și culturală. Cel dintâi ministru de finanțe al regatului, între anii 1920-1923, a fost omul de afaceri evreu Sir Sassoon Eskel (Yehezkel Sasson). Unii evrei au fost activi si în dezvoltarea sistemului judiciar și a poștelor. Documente din arhivele Camerei de Comerț din Bagdad arată că 10 din cei 19 membri ai acestei Camere erau evrei. Orchestra Radiodifuziunii Irakiene din Bagdad număra un număr important de muzicanți evrei, alături de fiii altor minorități, ca cea armeană și asiriană.În vremea regelui Faisal I evreii erau reprezentați și de cinci membri ai parlamentului, iar mulți dintre ei ocupau posturi în administrație, ceea ce trezea resentimente în rândul populației musulmane majoritare.  
O parte din viața locuitorilor evrei din capitala irakiană se concentra în jurul bazarului Suk Hinuni, bazarul evreilor din Bagdad și a seminarului rabinic Zilkha. 
În anii 1920 a început și în Irak o activitate sionistă organizată. Populația evreiască era în general favorabilă mișcării, chiar dacă nu vedea în întoarcerea în Palestina o soluție absolut necesară a problemelor ei ca minoritate națională și religioasă. În martie 1921 autoritățile britanice au acordat un permis oficial organizației sioniste din Bagdad, dar în anul următor guvernul monarhic al regelui Faisal I nu l-a reînnoit. Totuși, activitatea ei a fost tolerată de autorități până în anul 1929. Odată cu tulburările antievreiești din Palestina din 1929, au izbucnit și în Irak demonstrații antisioniste, activitățile sioniste au fost puse în afara legii, iar profesorii veniți din Palestina pentru a preda ebraica și istoria evreilor, au fost siliți să părăsească țara.
Anii 1930, mai ales după încoronarea regelui Ghazi I(1933-1939), au cunoscut o deteriorare a situației evreilor din Irak. În trecut, mișcarea naționalistă arabă s-a adresat tuturor minorităților etno-religioase arabofone din țară, socotindu-le, cel puțin în teorie, ca făcând parte din națiunea arabă, chiar și din punct de vedere "rasial". Sub stăpânirea otomană, Manifestul din 1915 al Comitetului Revoluționar Arab se adresa „asirienilor”, armenilor și evreilor numindu-i  "arabi de credință creștină și evreiască" și îi îndemna "să se alăture fraților lor musulmani". "Nu ascultați de aceia care spun că îi preferă pe turcii fără credință în locul arabilor de diverse religii; aceia sunt niște ignoranți, care nu înțeleg interesele vitale ale rasei (n.n. arabe)". 
Odată cu ascuțirea conflictului dintre evrei și arabi în Palestina și cu intensificarea propagandei naziste în Irak, aceste vederi asimilante față de evreii locali, s-au schimbat. În ciuda afirmării repetate de către evrei a loialității față de patria irakiană, au crescut acțiunile de discriminare și represive împotriva lor. În septembrie 1934, ca urmare a numirii lui Arshad al-Umari ca ministru al economiei și comunicațiilor, zeci de evrei au fost concediați din posturile lor în acel minister. Apoi s-au stabilit cote neoficiale în ce privește numărul de evrei ce pot fi angajați în serviciile de stat sau admiși în licee și colegii. În 1935 au fost expulzați din Irak ultimii profesori evrei veniți din Palestina, iar președintele organizației sioniste locale a fost judecat, iar ulterior expulzat. 
După căderea regimului pro-nazist al lui Rashid Ali pașa al-Kailani, în vreme ce trupele britanice se aflau la poarta  Bagdadului, la 1-2 iunie 1941 a izbucnit în capitală un pogrom în cursul căruia au fost omorâți circa 200 de evrei și au fost atacate și păgubite circa 2000 de prăvălii și proprietăți evreiești. Daunele materiale au fost apreciate ca fiind de circa 3 milioane de dolari (la valoarea din 1941 - în zilele noastre corespunzând la 48 milioane de dolari))  
Au avut loc jafuri contra evreilor și în alte orașe din țară. Pogromul din iunie 1941 a intrat în istorie sub numele de Farhud. Ulterior mișcarea sionistă a trimis în secret în Irak emisari din Palestina, pentru a-i antrena pe evreii locali în metode de auto-apărare.

### Întemeierea Israelului - renașterea entității statale evreiești în Levant. Represiunea evreilor în Irak
Înaintea votului asupra planului ONU de împărțire a Palestinei între un stat evreiesc și unul arab, primul ministru irakian Nuri al-Said a avertizat diplomații britanici că dacă soluția oferită de ONU nu va fi satisfăcătoare, vor fi luate măsuri severe împotriva tuturor evreilor din țările arabe. 
Vorbind în fața Adunării Generale a ONU, ministrul de externe irakian Fadel Jamal a declarat:Împărțirea impusă împotriva voinței majorității locuitorilor, va pune în pericol pacea și armonia în Orientul Mijlociu. Nu numai că este de așteptat o răscoală a arabilor din Palestina, dar se vor dezlănțui și masele din lumea arabă. Relațiile arabo-evreiești în lumea arabă vor fi greu lovite. În lumea arabă sunt mai mulți evrei în afara Palestinei decât în Palestina. Numai în Irak sunt o sută cinzeci de mii de evrei care beneficiază, împreună cu musulmanii și creștinii, de toate avantajele drepturilor politice și economice. Între musulmani, creștini și evrei domnește armonia. Însă orice nedreptate impusă arabilor din Palestina va tulbura armonia dintre evrei și ne-evrei în Irak; ea va duce la prejudecăți și ură între religii".
În mai 1948 Irakul a intrat oficial în război contra Israelului, care a fost proclamat la 14 mai. Trupe irakiene au intrat în Palestina, participând activ la operații militare alături de trupe egiptene, transiordaniene, siriene, libaneze și unități palestinene.
În 1948 Irakul a fost plasat sub regim de stare de urgență și au fost crescute pedepsele pentru activități sioniste. Curți marțiale au fost folosite pentru a intimida pe evreii înstăriți. Iarăși au urmat valuri de concedieri ale evreilor din serviciile de stat, s-au adoptat cote de numerus clausus la admiterea de evrei în universități, s-a chemat la boicotarea magazinelor și întreprinderilor deținute de evrei.Shafik Ades, unul din cei mai însemnați oameni de afaceri evrei, deși având vederi antisioniste, a fost arestat și spânzurat în public la Bassra sub acuzația că ar furniza arme Israelului,  
Aceste evenimente au consternat și înspăimântat comunitatea evreiască. Sentimentul general era că, dacă un om având poziția și legăturile lui Shafik Ades  poate fi nimicit de către autorități, atunci nimeni nu mai poate apăra pe toți ceilalți evrei. În plus, ca și majoritatea statelor arabe, Irakul a interzis orice formă de emigrare legală a evreilor, sub motivul ca ei ar putea ajunge în Israel și întări puterea acestui stat.
Creșterea opresiunii alimentată de sentimente anti-israeliene și de expresii publice de antisemitism clasic, rasist și religios, a creat în rândurile milenarei comunități evreiești o atmosferă de spaimă și nesiguranță.
În iulie 1948 guvernul irakian a adoptat o lege prin care orice activitate sionistă a devenit pasibilă de pedepse între 7 ani închisoare și pedeapsă cu moartea.
La 28 august 1948 li s-a interzis evreilor să lucreze în bănci și în tranzacții de valută. În septembrie au fost concediați salariații evrei de la căile ferate, poștă, telegraf și ministerul de finanțe, ca suspecți de „sabotaj și trădare”.  
La 8 octombrie comercianților evrei li s-au luat toate licențele de export și import. La 19 octombrie au fost concediați toți evreii care încă mai lucrau în serviciul statului.
În luna octombrie ziarul egiptean Al Ahram estima ca drept urmare a arestărilor, proceselor și confiscărilor de proprietăți, tezaurul regatului irakian a colectat o sumă de 20 milioane de dinari, echivalentă cu 80 de milioane de dolari.  
Pe 2 decembrie 1948 guvernul irakian s-a adresat companiilor de petrol operând în Irak, recomandându-le să nu angajeze evrei.   
În multe cazuri evreii erau opriți în stradă de către polițiști pentru a le confisca ceasurile, și erau aduși în fața justiției și condamnați la închisoare sub pretext că prin intermediul ceasurilor de mână transmiteau telegrafic secrete militare sioniștilor din Palestina. Ceasurile respective erau predate apoi polițiștilor ca bonus.
La 19 februarie 1949, premierul Nuri al-Said a recunoscut că evreii din Irak fac în ultimele luni obiectul unor represiuni și a avertizat că situația lor ar putea să se înrăutățească și mai mult, „dacă Israelul nu-și schimbă atitudinea”.

### Exodul evreilor din Irak

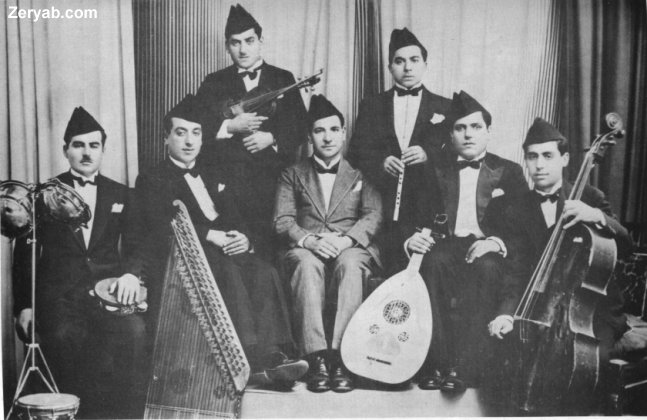
Frații Salah și Daud al-Kuweiti și Yussef Zaghrur si orchestra lor în 1935

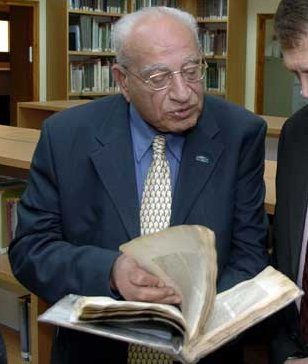
Mordehai Ben Porat, unul din conducătorii operației de transferare a evreilor din Irak în Israel, în Israel a fost deputat în Knesset și ministru

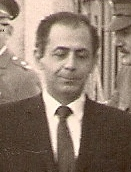
Shlomo Hillel, a fost președintele Parlamentului Israelului - Knesset

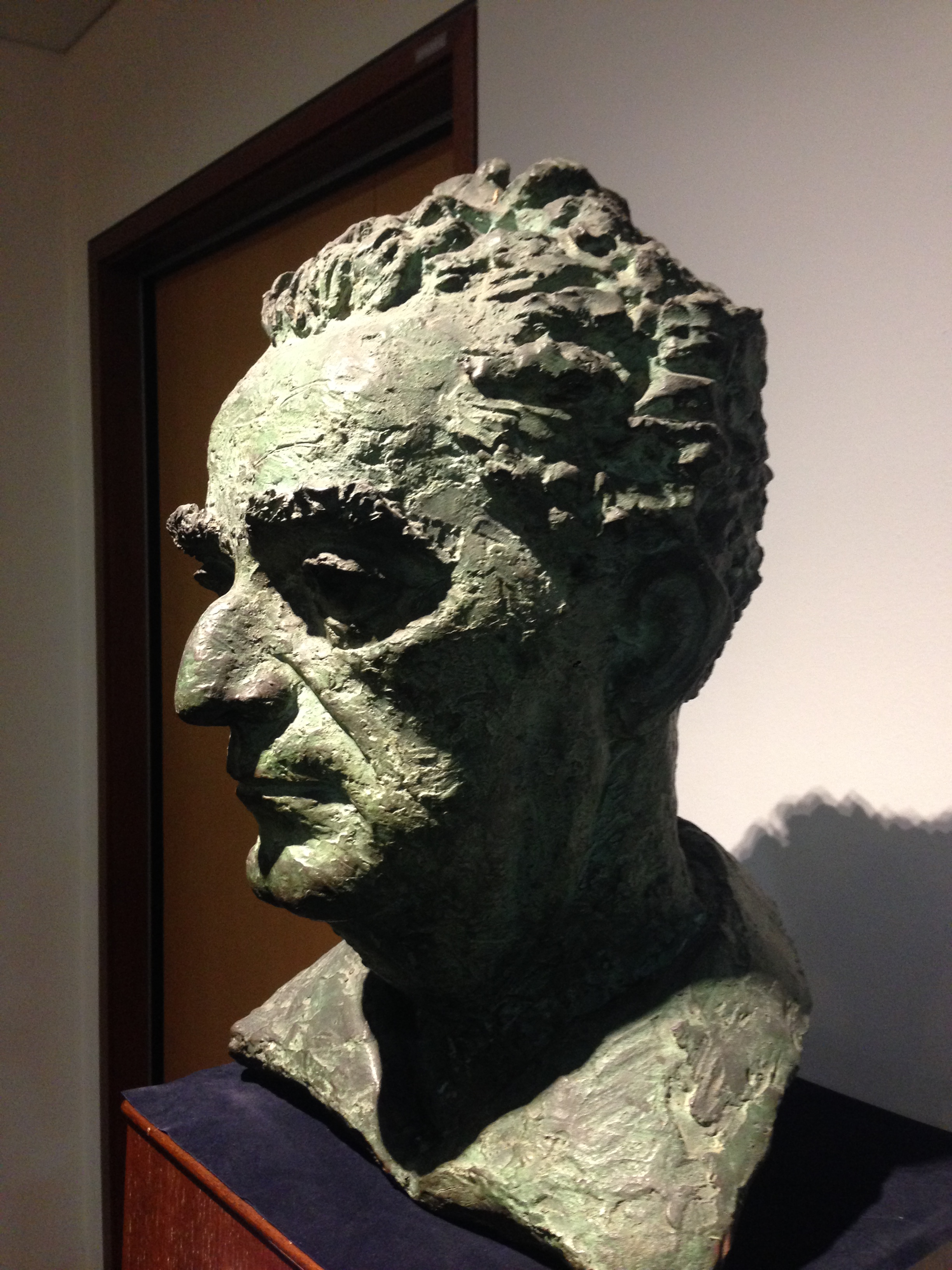
Bustul lui David Shaul Marshall, cel dintâi prim ministru al Singapurului (1955-1956), fiu al unei familii de evrei din Bagdad

Începând cu anul 1949, în ciuda numeroaselor arestări, mișcarea sionistă acționând subteran s-a intensificat și a început să transfere clandestin evrei din Irak spre Palestina într-un ritm de 1000 pe lună. După încheierea ostilităților militare din Palestina, în martie 1950, sperând să oprească scoaterea de bunuri din țară, regimul irakian a adoptat o lege prin care permitea evreilor vreme de un an să emigreze, cu condiția de a renunța la cetățenia irakiană. Permisiunea a fost acordată din motive financiare, toate bunurile celor emigrați urmând să fie confiscate de statul irakian. Evreii au fost declarați  o „minoritate refractară și cu un comportament potențial negativ, de care statul preferă să se descotorosească”.
Politicieni irakieni au admis ca voința lor este de a expulza toată populația evreiască. Israelul, care se măsura în această perioadă cu o masivă imigrație din estul și centrul Europei, nordul Africii și Yemen, era oarecum reticent față de absorbția dintr-o dată a unui număr atât de mare de imigranți, dar în cele din urmă, în martie 1951 a lansat Operația Ezra și Nehemia, destinată a aduce in Israel un număr cât mai mare posibil de evrei irakieni. Au fost trimiși în Irak și agenți cu scopul de a înregistra cât mai repede posibil pe candidații la emigrare.Între 1948-1951 au părăsit Irakul 121.633 evrei, majoritatea pe calea aerului, prin Iran și Cipru. În urma lor au rămas pe loc doar 15.000 evrei.
După promulgarea legii emigrării din martie 1950, până la finele anului 1950 s-au înregistrat pentru emigrare circa 60.000 evrei. În această perioadă au continuat arestările și îndepărtarea evreilor din locuri de muncă, iar în aprilie 1950 au avut loc mai multe explozii la niște sinagogi, care s-au soldat cu răniți și cu câteva victime mortale. La două luni înainte de expirarea aplicării legii emigrației, a explodat o altă bombă la sinagoga Masuda Shemtov, omorând câțiva evrei și rănind mulți alții. Primul ministru Nuri al-Said s-a declarat hotărât să-i izgonească pe evrei din țară cât mai repede posibil. 
La 21 august 1950 el a amenințat că retrage permisul companiei care îi transporta pe evrei, dacă nu îndeplinește cota de 500 evrei pe zi. La 18 septembrie 1950 Nuri al-Said a chemat un reprezentant al obștii evreiești, a acuzat Israelul ca tărăgănează intenționat emigrația și a amenințat că îi va transporta pe evrei la graniță și îi va expulza cu forța.
Legea emigrației urma să expire în martie 1951, dar în cele din urmă, a fost extinsă după ce guvernul irakian a blocat bunurile evreilor în curs de plecare, și ale celor  deja plecați.
În anul 1952 Irakul a interzis din nou emigrarea evreilor și autoritățile au spânzurat în public încă doi evrei acuzați pe nedrept că ar fi aruncat o bombă la biroul din Bagdad al Agenției Americane de Informații.
După spusele politicianului palestinian Aref al-Aref primul ministru pro-britanic al Irakului Nuri al-Said, ar fi încercat să justifice exodul evreilor din Irak, spunându-i ca „evreii au fost dintotdeauna o sursă de rele și daune pentru Irak. Ei sunt spioni. Și-au vândut proprietățile din Irak, nu au pământuri în țară, pe care să le cultive. Atunci cum se vor mai întreține? Ce le mai rămâne de făcut în Irak? Nu, nu, amice, este mai bine pentru noi să scăpăm de ei, atât timp cât putem”.
Evreii din Irak au lăsat în urma lor numeroase și însemnate proprietăți, adesea în centrul orașelor importante. La sosirea în Israel, o mare parte din ei au fost așezați la început în tabere de tranzit numite „maabarot”, în corturi și, ulterior, în barăci de lemn, până ce, cu timpul, au ajuns în locuințe permanente.
Cu emigranții evrei au sosit în Israel toți rabinii, cu excepția rabinului Sasson Kaduri. Autoritățile irakiene au anulat puterile tribunalelor religioase ale evreilor și le-au transmis tribunalelor de stat, care s-au ajutat de conducători ai comunităților în probleme de stare civilă.
Ultima nuntă evreiască locală despre care se știe, a avut loc în Irak în anul 1978.

### Sub regimul Baas
În timpul regimului Baas în Irak, mai ales în anii 1968-1973, evreii rămași în Irak au suferit de numeroase persecuții, le-a fost îngrădită libertatea de mișcare și li s-au expropriat averile. În anul 1969 9 evrei, trei musulmani și doi creștini au fost spânzurați în public la Bagdad sub acuzația foarte îndoielnică de spionaj. În total în acea perioadă au fost omorâți în Irak circa 50 evrei. Din cauza prigoanei au părăsit atunci Irakul încă o mie de evrei, cu ajutorul unor agenți ai Mossadului și cu cooperarea populației kurde.

### După Războaiele Golfului
Aproape toți evreii rămași au părăsit țara după primul Război al Golfului din 1991.La sfârșitul anului 1994 presa arabă din Londra a relatat despre 50 de familii evreiești care mai locuiau la Bagdad. Viața lor comunitară se concentra în jurul sinagogii „Meir Twik”, ultima sinagogă rămasă în picioare, în cartierul Batawin, și care era frecventată de circa 25 credincioși în zilele de sâmbătă și 50 de sărbători. În fruntea comunității stătea Itzhak Ezra Abdallah. Cimitirul antic evreiesc din Ras Il Tchul, aflat în apropierea fostelor cartiere evreiești și in care se afla groapa comună în care au fost înmormântate victimele pogromului Farhud din 1941, nu mai există. O parte din morminte au fost transferate în anii 1960 intr-un alt cimitir aflat în inima unui cartier șiit. Mormintele învățaților și ale prorocilor evrei, inclusiv cel al prorocului Ezechiel și al lui Ezra, au devenit moschei, altele au fost distruse sau greu avariate în secolul al XXI-lea de către militanții ISIS (Daash) și alții, o parte din ele devenind rampe de gunoi.
La sfârșitul Războiului din Irak  40 evrei, aproximativ jumătate din evreii locali, au emigrat în Israel. Cei 30-40 încă rămași se ocupau cu apicultura și cu tăbăcăria. În anul 2003 s-a închis ultima sinagogă din Bagdad, „Meir Twik”, din cartierul Batawin din lipsă de suficienți participanți la rugăciune. După date ale Agenției Evreiești trăiau în anii 2000 la Bagdad 8 evrei, apoi s-a vorbit de numai cinci.
Începând din 2014 în fiecare an la 30 noiembrie, se comemorează în Israel Ziua Amintirii ieșirii și izgonirii evreilor din țările arabe și Iran.
În deceniul al doilea al secolului al XXI-lea s-a publicat pentru prima dată în Irak un roman tradus din ebraică, autorul fiind Tzionit Fatal Kuperwasser, o israeliană originară dintr-o familie imigrată din Irak - „Tablouri pe perete” . Romanul, tradus în arabă de un traducător din Egipt, descrie viața de odinioară a evreilor din Bagdad.
În Israel au fost traduse două romane de scriitori arabi irakieni - "Îngeri homeless" de Ta Hamed Al Shabib, și „Frankenstein la Bagdad” de Amir Nasser. Ministerul de externe al Israelului a inaugurat un sait pe internet intitulat „Israel în grai irakian”.

### Muzica evreilor din Irak
La Bagdad comunitatea evreiască întreținea o școală specială pentru copii nevăzători  unde se predau mai ales muzica vocală și instrumentală. În aceste împrejurări mulți muzicieni de seamă erau orbi din naștere sau din copilărie.
Evreii din Irak, în general,  s-au distins în muzica arabă. La concursul interarab de muzică din 1932 de la Cairo s-au plasat pe primul loc membrii delegației irakiene, formată din muzicieni evrei și un singur cântăreț arab musulman. In rândul populației arabe musulmane profesia de muzicant era considerată inferioară și scena muzicală era în acest fel dominată de muzicieni din minoritățile religioase, mai ales evrei.  Aceasta de reflecta și în componența Orchestrei de stat a Irakului.  Au fost renumiți violonistul Salah Al-Kuweiti, compozitorul și interpretul la kanun Yossef Zaghrur, care a și condus Orchestra radiodifuziunii irakiene între anii 1941-1951, interpretul la kanun Ibrahim (Avraham) Salman, flautistul Albert Elias și alții.  
Mulți au emigrat în anii 1950 în Israel, unde au continuat, în împrejurări nu întotdeauna foarte favorabile, activitatea muzicală: frații Salah și Daud Al-Kuweiti, compozitori și violoniști,  Yossef Zaghrur, inginerul Salim Al-Nur, care era compozitor, Yossef Shem Tov, interpretul la 'ud, Elias Shasha, cântaret și interpret de asemenea la 'ud , cântărețul Filfil Al-Jurji etc.  
Cea mai însemnată cântăreață irakiană în anii 1930 și apoi, vreme de mai multe decenii în secolul al XX-lea, a fost Salima Murad (Mrad), fiica a unei familii de evrei săraci din Bagdad. Altă cântăreață cunoscută de origine evreiască a fost Sultana Yussuf.

#### În Israel
O parte din muzicienii imigrați in Israel, între care violonistul și cântărețul Shlomo Banay și interpretul la 'ud Eli Seggev, s-au organizat într-o orchestră irakiană (chalri) care cânta la nunți și serbări de familie, precum și împreună cu Orchestra de muzică orientală a Radiodifuziunii israeliene.
Aceasta din urmă orchestră, sub bagheta lui Zuzu Mussa (originar din Egipt) era formată, în majoritate, din muzicanți veniți din Irak. Secția irakiană a orchestrei era condusă de violonistul Sasson Abdu. Orchestra a interpretat și inregistrat piese și cântece binecunoscute din lumea arabă. cântece irakiene, și piese și cântece originale, o parte - sub îngrijirea muzicologului Itzhak Aviezer, care a organizat vreme de circa 50 ani 2500 programe și emisiuni muzicale inclusiv la festivaluri. Aviezer a compus circa 50 creații originale, între care „Profeția lui Isaia”, „Ierusalimul celor trei credințe” etc.